# Pointe-Michel
Pointe-Michel est une ville de la Dominique, située dans la paroisse de Saint-Luke.
On y trouve l’église Saint-Luc, également sanctuaire Notre-Dame-de-La-Salette, un lieu important de pèlerinage de l’île.

## Personnalités
- Eugenia Charles, première femme premier ministre de la Dominique (premier ministre du 21 juillet 1980 au 14 juin 1995).

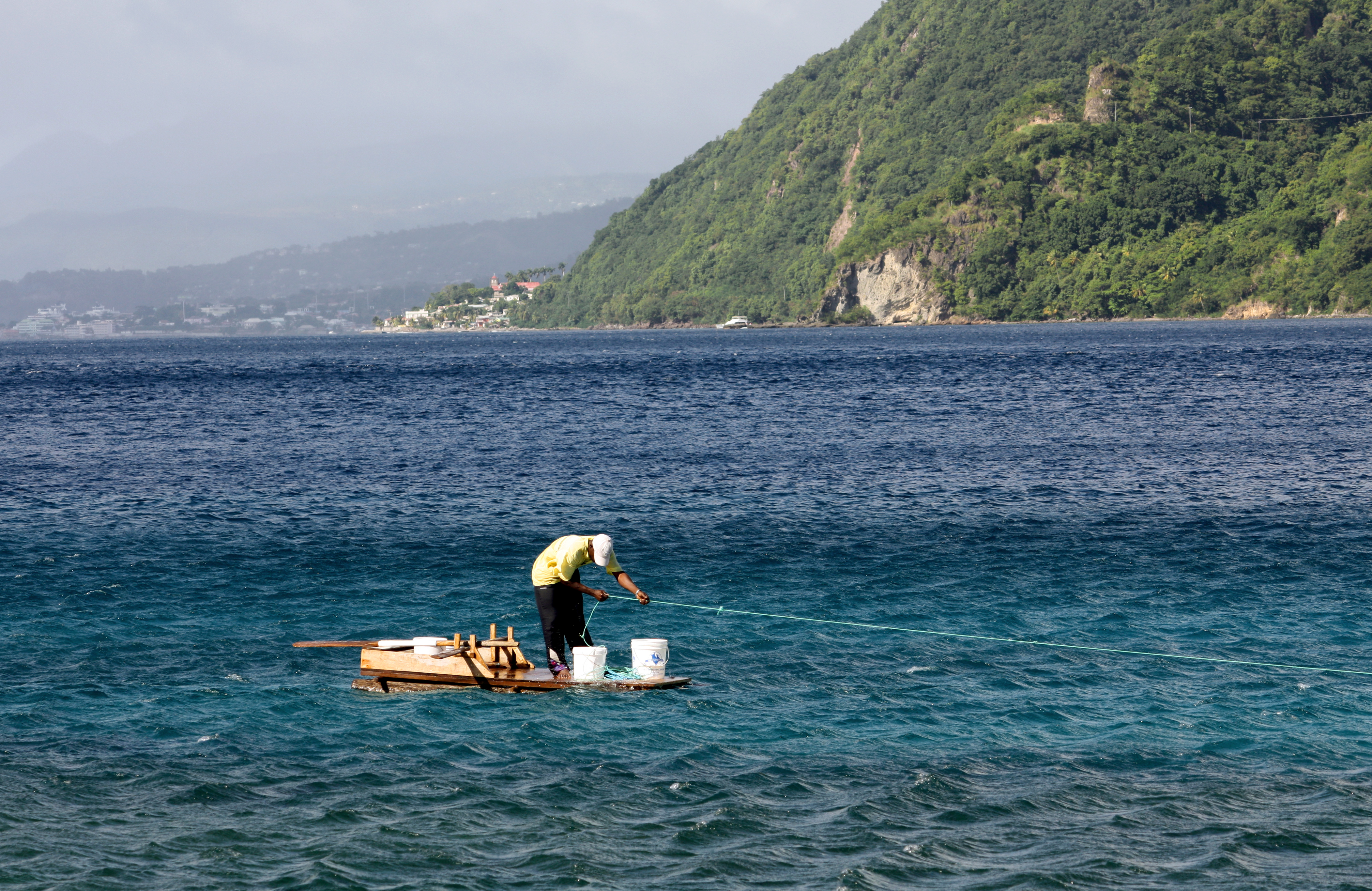
Baie de la Soufrière au large de Pointe-Michel.

- Alphonsia Emmanuel, actrice.